# Demir Döküm

Demir Döküm Logo

Türk Demir Döküm Fabrikaları A.Ş., abgekürzt mit Demir Döküm, ist ein 1954 gegründetes türkisches Unternehmen, das in den Bereichen Wärme, Wassererhitzung und Klimatisierung tätig und seit 2007 eine Marke der Vaillant Group ist. Das Unternehmen ist einer der führenden türkischen Hersteller im Bereich Heiz- und Klimatechnik. Der Schwerpunkt liegt mit einem Umsatzanteil von rund 70 Prozent auf dem heimischen Markt, allerdings gewinnt auch der Export zunehmend an Bedeutung. Heute werden DemirDöküm-Produkte in 50 Ländern in Europa, Asien und Nordafrika vertrieben. Das Unternehmen hat Fertigungsstandorte in der Türkei, China und Algerien. DemirDöküm beschäftigte 2006 rund 2.300 Mitarbeiter und erwirtschaftete einen Umsatz von 432 Mio. Euro. Das Unternehmen ist an der Börse in Istanbul (Istanbul Stock Exchange) notiert.
Ende 2005 hat Demir Döküm die Heizkörpersparte der Schäfer Werke in Neunkirchen (Siegerland) mit allen Marken-Lizenzen und Fertigungslinien erworben und diese in das Werk in Bozüyük integriert.
Das Joint-Venture-Unternehmen Dongguan Dei Chung Metal Appliances Ltd. produziert in China u. a. Ölradiatoren, Warmwasser-Heizkörper, Durchlauferhitzer, Boiler.
Demir Döküm (übersetzt "Eisenguss") gehörte bis zum Jahr 2007 mehrheitlich zum türkischen Industriekonglomerat Koç Gruppe. Mit Wirkung zum 5. Oktober 2007 übernahm die Remscheider Vaillant Group insgesamt 78,24 Prozent der Aktien an DemirDöküm. Verkäufer waren die Koç Group, die bis dahin 72,56 Prozent der Anteile gehalten hatte, und die Taylan Holding, die mit 5,68 Prozent an dem Unternehmen beteiligt war. Die zuständigen Kartellbehörden haben der Übernahme ohne Vorbehalte zugestimmt. Der finale Kaufpreis für beide Aktienpakete belief sich auf 229,5 Mio. Euro. Nach der Übernahme der britischen Hepworth Group im Jahr 2001 ist der Erwerb von DemirDöküm die zweitgrößte Akquisition in der Geschichte der Vaillant Group.
Demir Döküm investiert auch in Forschung und Entwicklung. Die Nanotechnologie wird zurzeit beobachtet. In diesem Zusammenhang wurde im April 2006 mit dem deutschen Unternehmen Rabian Energy ein Kooperationsvertrag unterschrieben.